# Thyelia
Genre
Thyelia est un  genre fossile d'araignées aranéomorphes de la famille des Theridiidae.

## Distribution
Les espèces de ce genre ont été découvertes dans de l'ambre de la mer Baltique. Elles datent du Paléogène.

## Liste des espèces
Selon The World Spider Catalog 15.5 :
- †Thyelia anomala C. L. Koch & Berendt, 1854
- †Thyelia convexa C. L. Koch & Berendt, 1854
- †Thyelia fossula C. L. Koch & Berendt, 1854
- †Thyelia marginata C. L. Koch & Berendt, 1854
- †Thyelia pallida C. L. Koch & Berendt, 1854
- †Thyelia scotina C. L. Koch & Berendt, 1854
- †Thyelia tristis C. L. Koch & Berendt, 1854
- †Thyelia villosa C. L. Koch & Berendt, 1854

## Publication originale
- (en) C. L. Koch & Berendt 1854 : Die im Bernstein befindlichen Crustaceen, Myriapoden, Arachniden und Apteren der Vorwelt. Die in Berstein befindlichen Organischen Reste der Vorwelt. Berlin, vol. 1, no 2, p. 1-124..